# Songs of Our Soil
Songs of Our Soil ist das sechste Studioalbum des US-amerikanischen Country-Sängers Johnny Cash. Es erschien im September 1959 bei Columbia Records und wurde von Don Law produziert.
Die Singleauskopplung Five Feet High and Rising erreichte die Top 15 der Country- und Platz 76 der Popcharts.

## Inhalt der Songs
In seinen früheren Werken wie The Fabulous Johnny Cash spielte vor allem die Liebe eine große Rolle, doch in Songs of Our Soil handelt nur der erste Song Drink to Me von der Liebe. Five Feet High and Rising ist ein Song über das Mississippi-Hochwasser, das in den 1930er Jahren beinahe das Haus der Cashs in Arkansas weggerissen hätte.
The Man on the Hill handelt von einer armen Farmerfamilie, die von ihren Nachbarn abhängig ist. Der Tod scheint sie bereits einzukreisen. Ähnlich ergeht es den Protagonisten in Hank and Joe and Me, das die Geschichte dreier Männer erzählt, die in der Wüste verdursten müssen, während sie auf Goldsuche sind. Clementine handelt von einer verlorenen Liebe, doch auch hier spielt der Tod eine zentrale Rolle.
The Great Speckled Bird ist ein Gospelsong über den Himmel, während The Caretaker von einem Friedhofswärter handelt, der sich die Frage stellt, wer denn für seine Beerdigung sorgen wird, wenn er stirbt. I Want to Go Home handelt von einer Schifffahrt, die für den Protagonisten zur Qual wird, weil er sich nach seiner Heimat sehnt.
Old Apache Squaw ist das erste Stück, in dem sich Cash mit dem Schicksal der amerikanischen Ureinwohner beschäftigt. Er wirft die Frage auf, wie lange die Apachen noch leiden müssen, ehe etwas getan wird. Don't Step on Mother's Roses handelt davon, dass die Eltern sterben, und man selbst älter wird. My Grandfather's Clock erzählt vom Tod eines Großvaters, dessen große Standuhr zu schlagen aufhörte, als er starb. Den Abschluss markiert der über Hilfsbereitschaft philosophierende Gospelsong It Could Be You (Instead of Him).

## Titelliste
1. Drink to Me (Cash) – 1:54
2. Five Feet High and Rising (Cash) – 1:46
3. The Man on the Hill (Cash) – 2:09
4. Hank and Joe and Me (Cash) – 2:13
5. Clementine (Billy Mize, Buddy Mize) – 2:30
6. Great Speckled Bird (Traditional) – 2:09
7. I Want to Go Home (Traditional) – 1:58
8. The Caretaker (Cash) – 2:06
9. Old Apache Squaw (Cash) – 1:46
10. Don't Step on Mother's Roses (Cash) – 2:34
11. My Grandfather's Clock (Traditional) – 2:45
12. It Could Be You (Instead of Him) (Vic McAlpin) – 1:50

### Bonustracks der CD-Ausgabe
1. I Got Stripes (Cash, Charlie Williams) – 2:05
2. You Dreamer You (Cash) – 1:49